# Британська Колумбія
Британська Колумбія (англ. British Columbia [ˌbrɪtɨʃ kəˈlʌmbiə], фр. Colombie-Britannique) — провінція Канади на узбережжі Тихого океану в Західній Канаді, шоста провінція, яка увійшла до складу конфедерації в 1871 році.
Столиця Британської Колумбії — місто Вікторія, п'ятнадцятий найбільший муніципальний район у Канаді. Найбільше місто — Ванкувер, третій за величиною мегаполіс у Канаді і другий за величиною на Тихоокеанському північному заході. У 2009 році населення Британської Колумбії за оцінками склало 4 419 974 чол. (близько 2 мільйонів з яких проживають у Великому Ванкувері).
Економіка Британської Колумбії в основному базується на природних ресурсах. Це кінцева точка трансконтинентальних автомобільних доріг і залізниць. Тут розташовані найбільші порти Тихоокеанського регіону, які дозволяють вести активну міжнародну торгівлю. Через свій відносно теплий клімат, попри той факт, що менше 5 % її земель є орними, провінція має розвинуте сільське господарство, особливо в долині Фрейзер і Оканоганській долині. Клімат сприяє розвитку відпочинку на природі і туризму, хоча економічною опорою провінції давно є лісозаготівля та видобуток корисних копалин.

## Етимологія
Назва провінції було обрана королевою Вікторією, коли колонія Британська Колумбія стала британською в 1858 році. Назва походить від району Колумбії, британської назви території вздовж річки Колумбія, яка має свої витоки на південному сході Британської Колумбії. Назва Британська Колумбія належала до Орегонського договору департаменту компанії Гудзонової затоки. Королева Вікторія обрала назву Британська Колумбія щоб відрізняти її від округу Колумбія в Сполучених Штатах («Американська Колумбія» або «Південна Колумбія»), яка стала територією штату Орегон у 1848 році в результаті договору.

## Географія
На півночі Британська Колумбія межує з Юконом і Північно-західними територіями, на сході — з Альбертою, на півдні — з американськими штатами Монтана, Айдахо та Вашингтон. На заході територія провінції межує з Аляскою та омивається водами Тихого океану. Загальна площа — 944 735 км² (п'яте місце в Канаді), з них на сушу припадає 925 186 км². 12,5 % території провінції займають охоронні території.
Столиця Британської Колумбії — місто Вікторія розміщене в південно-східній частині острова Ванкувер. Найбільш густонаселеним містом провінції є Ванкувер, який розташований не на острові Ванкувер, а в південно-західній частині материкової частини провінції (район часто називають Lower Mainland). Іншими великими містами є Суррей, Бернабі, Коквитлам, Річмонд, Дельта, і Нью-Вестмінстер в Lower Mainland; Абботсфорд, Пітт Медоус, Мейпл Рідж, Мішин, Порт-Муді та Ленглі в долині Фрейзер; Нанаймо на острові Ванкувер, Келоуна і Камлупс. Прінс-Джордж є найбільшим містом в північній частині провінції, тоді як село на північний захід від нього — Вандергоф, знаходиться поблизу географічного центру провінції.
Берегові хребти відомі мальовничими пейзажами Британської Колумбії, які формують фон і контекст для зростаючої галузі туризму. Сімдесят п'ять відсотків території провінції покрито горами (понад 1000 метрів над рівнем моря), 60 % зайнято лісами і лише близько 5 % займають орні землі.
Оканоганський регіон є одним з виноробних регіонів в Канаді, а також виробляє сидр; інші регіони, що виробляють вино в Британській Колумбії включають Ковіченську долину на острові Ванкувер, і долину Фрейзер. Міста Камлупс і Пентіктон, і сільська місцевість в районі Олівера, і Осойос мають найбільш тепле та довге літо в Канаді.
Велика частина західної частини острова Ванкувер і решта частини узбережжя покрита тайговим лісом. Материкова частина провінції на відміну від прибережних районів не так піддається впливу Тихого океану і складається з пустель і напівпосушливих плато. Кілька південних внутрішніх долин мають короткі холодні зими з рідкісними снігопадами. Північні долини мають досить холодний клімат через їх широти. Північні дві третини провінції в основному безлюдні і нерозвинені, і в основному складаються з гір, окрім району на схід від Скелястих гір, де протікає річка Піс. На північному сході провінції лежать прерії.

### Внутрішні води
Річка Фрейзер, яка тече в Тихий океан, утворює важливий транспортний коридор, а її басейн займає значну частину території в центрі і на півдні Британської Колумбії. Інші великі річки — верхня частина річки Колумбія і річка Кутеней. У північній частині провінції річки Стікін, Насс і Скіна належать до басейну Тихого океану, а річка Піс — до басейну Північного Льодовитого океану.
Довгі вузькі озера часто зустрічаються в долинах центральної і південної частини провінції. Серед них Атлін, Кутеней, Бабін, Оканаган, Квеснел і Шусвап. На деяких річках створені великі водосховища, найбільшими з яких є Кінбаскет на річці Колумбія і Віллістон на річці Піс.

### Клімат

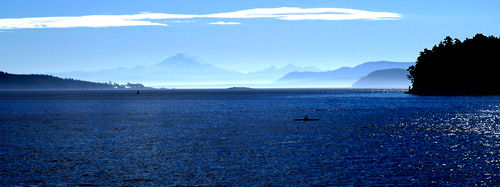
Протока Джорджия поруч з Ванкувером

В результаті впливу теплої течії Куросіо, яка перетинає північну частину Тихого океану, прибережні райони провінції мають м'який, дощовий морський клімат. Через блокування вологих повітряних мас гірськими хребтами, внутрішні райони провінції мають посушливий клімат в певних місцях отримують менше 250 мм щорічних опадів. Середньорічна температура в найбільш населених районах провінції вище 10 °C, це тепліше ніж в будь-якій іншій точці Канади.
Зими можуть бути дуже суворими у внутрішніх районах і на півночі провінції. Наприклад, середня нічна температура в Прінс-Джордж в січні становить -13 °C. Найнижча температура в Британській Колумбії була зареєстрована в Блю-Рівер, де вона впала до -59 °C. Це одне з найнижчих показань, зареєстрованих в Північній Америці. Внутрішні долини на півдні мають короткі зими з короткими нападами холоду. Сильні снігопади випадають на узбережжі та Скелясті гори забезпечують хороші бази для лижників.
На узбережжі постійний сильний дощ домінує взимку через циклонічну систему низького тиску в північній частині Тихого океану, але в окремих випадках (не кожної зими) трапляються рясні снігопади і морози нижче нуля, коли арктичне повітря досягає прибережних районів, але це звичайно дуже короткі проміжки часу. Влітку в південних внутрішніх долинах, наприклад, в Осойус в липні середні максимуми досягають 32 °C і вище. Спекотна погода іноді рухається в бік узбережжя або на північ. У 2021 році у селищі Літтоні було зафіксовано температурний рекорд +49 °C, після чого селище було зруйновано лісовою пожежею.
Сухість влітку часто створює умови для лісових пожеж, через блискавку або з антропогенних причин. Прибережні райони, як правило мають м'який і сухий клімат влітку, під впливом стабільного антициклонічного високого тиску більшу частину часу. Багато районів провінції часто покриті ковдрою важких хмар і низьким туманом в зимовий період, попри сонячне літо. Кількість сонячних годин на рік може коливатися від 2300 поблизу Кранбрук до менш ніж 1300 сонячних годин на рік в Прінс-Руперті, розташованому на північному узбережжі, на південь від Аляски.

### Національні парки та охоронювані природні території

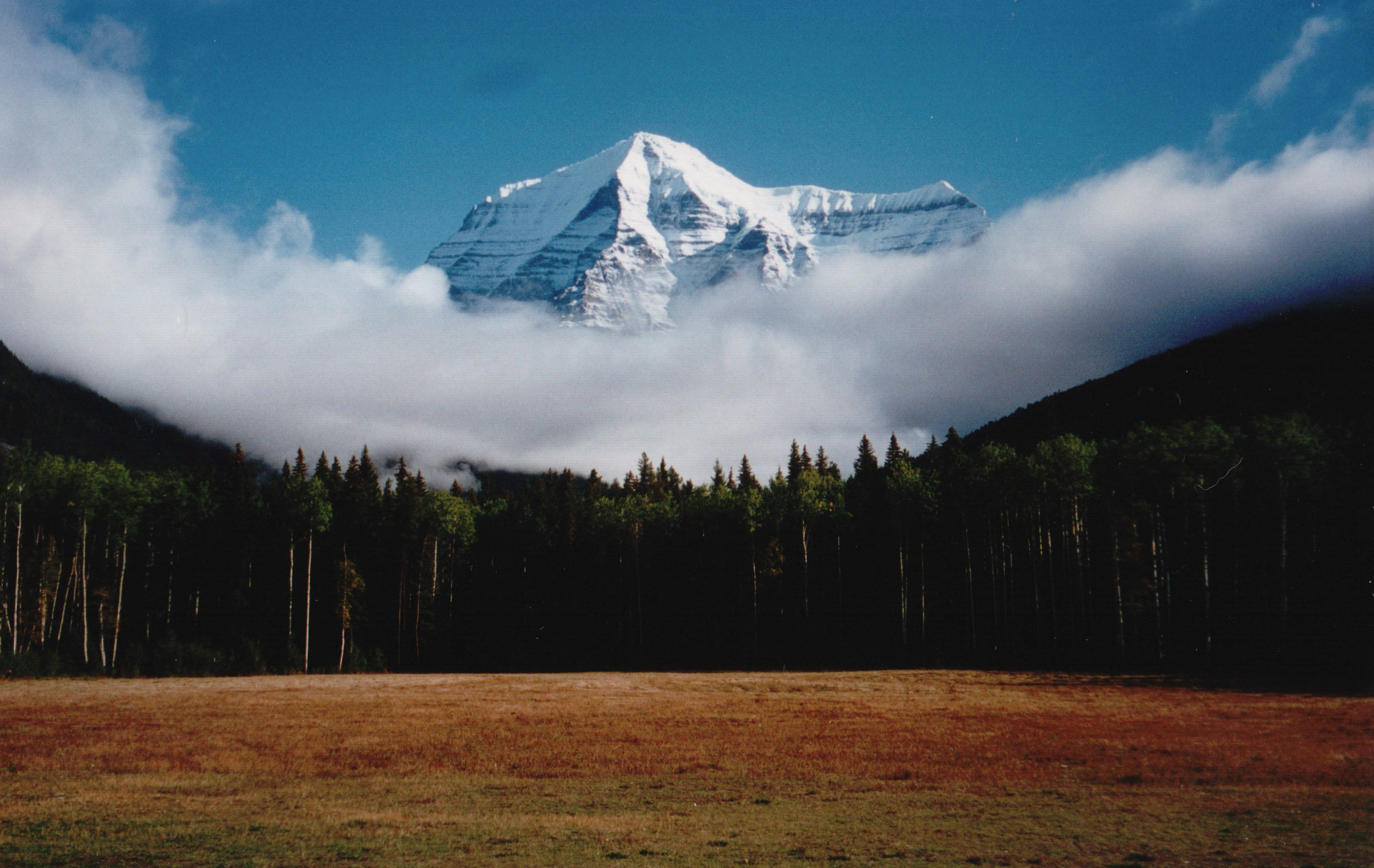
Гора Робсон в Скелястих горах

У провінції розташовані 14 національних парків і охоронюваних природних територій. 12,5 % території провінції (114 000 км²) нині[коли?] перебувають під захистом у 14 різних охоронюваних територіях, що охоплює понад 800 різних областей. Британська Колумбія налічує сім національних парків Канади. Британська Колумбія також містить велику мережу провінційних парків, вони перебувають у віданні Міністерства охорони навколишнього середовища. Мережа провінційних парків Британської Колумбії є другою за величиною в Канаді (найбільшою є система національних парків Канади).
Також в Британській Колумбії існує мережа регіональних парків, які підтримуються і управляються регіональною владою. Крім того, в цих областях, більше 47 000 км орної землі знаходяться під захистом заповідників сільськогосподарських земель.

### Біологічне різноманіття

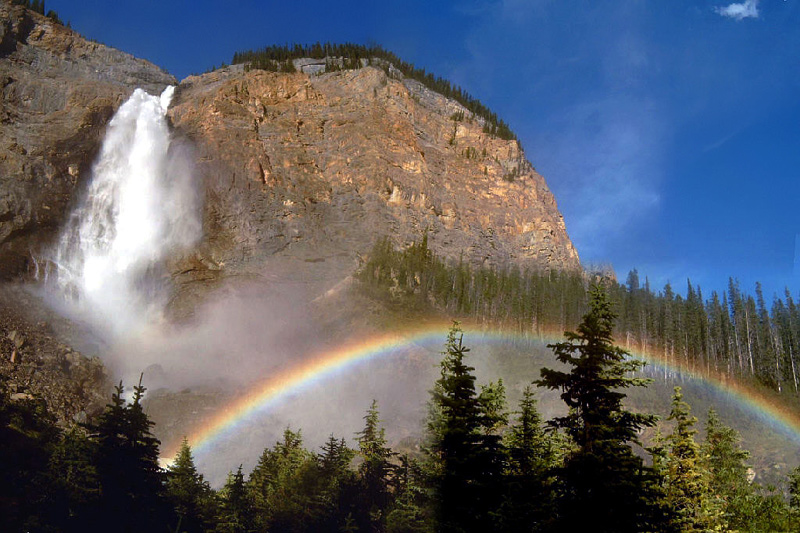
Національний парк Йохо

Більша частина провінції — це дика природа, тому популяції багатьох видів ссавців, які стали рідкісними в більшій частині Сполучених Штатів досі процвітають в Британській Колумбії. Зустрічаються тварини різних видів, у тому числі дуже широкий діапазон птахів. Ведмеді (грізлі, чорний ведмідь і кермодський ведмідь зустрічаються тільки в Британській Колумбії) живуть тут, як і олень, вапіті, лось, північний олень, великорогий баран, гірський козел, бабак, бобер, ондатра, койот, вовк, куницеві (наприклад росомаха, борсук та ілька), пума, орел, скопа, чапля, канадська казарка, лебідь, гагара, яструб, сова, ворона сіра та багато різних видів качок. У великій кількості є маленькі птахи: вільшанка, сойка, ластівка берегова, синиця і т. д.
Здорові популяції багатьох видів риб (у тому числі лососевих риб, таких як деякі види лосося, форель, голець, і т. д.) зустрічаються в Британській Колумбії. Окрім того, тут зустрічаються лосось, форель, палтус, сьомга, басс і осетер.

## Історія

### Хутряна торгівля і колоніальна епоха
Відкриття кам'яних знарядь біля річки Біттон поблизу Форт-Сент-Джон дозволило визначити що перше людське поселення в Британській Колумбії було засновано щонайменше 11 500 років тому. Корінні народи Тихоокеанського північно-західного узбережжя жили по всьому регіону, досягнувши досить високої щільності населення. У 1770-х роках, в результаті контактів з європейцями аборигени заразилися віспою, від епідемії загинули щонайменше 30 % індіанців тихоокеанського північного заходу. Ця епідемія стала першою і найбільш руйнівною з багатьох, що слідували за нею.

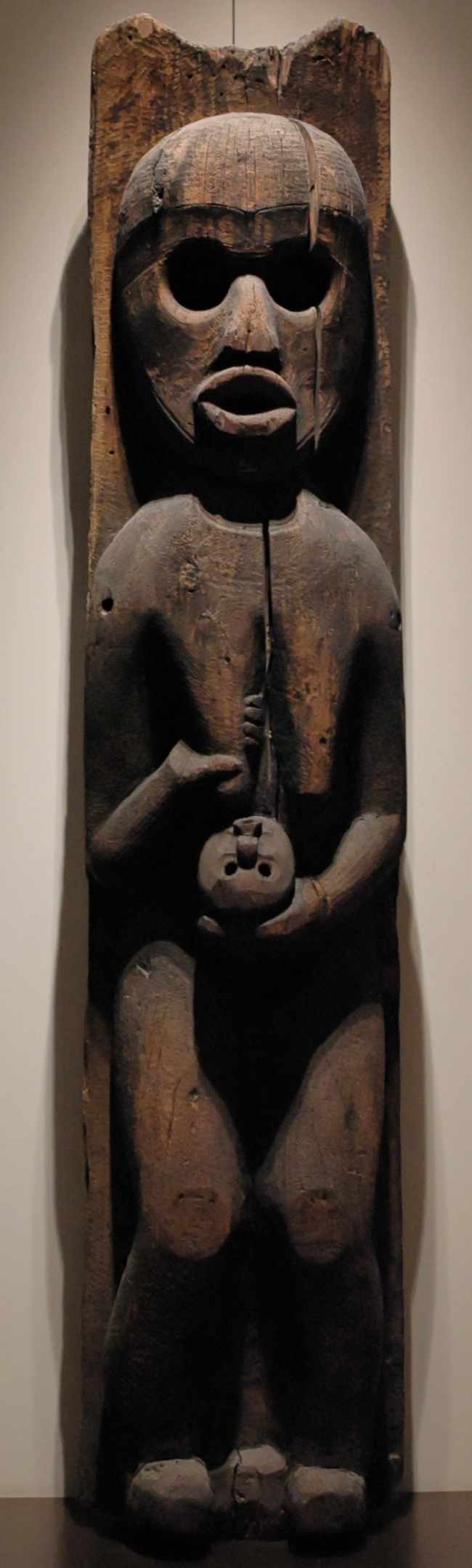
Тотем індіанців Британської Колумбії

В результаті досліджень Джеймса Кука в 1770-х роках і Джорджа Ванкувера в 1792 році ці території підпали під британську юрисдикцію. В 1793 році сер Александр Макензі став першим європейцем, який здійснив подорож по материку через Північну Америку до Тихого океану. Його експедиція теоретично встановила британський суверенітет у внутрішніх районах країни, і визначила успіх наступних експедицій, що досліджували річки і гірські хребти між канадськими преріями та Тихим океаном. Макензі та інші дослідники — зокрема Джон Фінлі, Саймон Фрейзер, Семюел Блек, і Девід Томпсон — були в першу чергу зацікавлені в розширенні торгівлі хутром, а не політичними міркуваннями. В 1794 році в результаті низки угод, відомих як конвенції Нутка, Іспанія відмовилася від претензій на цей регіон Тихого океану. Це відкрило шлях для формальної британської колонізації, але через наполеонівські війни англійці не могли застосувати масштабних дій з колонізації.
Створення торгових постів під егідою Північно-Західної компанії та Компанії Гудзонової затоки (HBC), фактично означало постійну британську присутність в регіоні. Район Колумбії, на південь від 54 ° 40 північної широти, (південна межа Російської Америки) і на північ від мексиканської Каліфорнії на захід від Скелястих гір був, за англо-американською конвенцією 1818, відповідно до договору у спільному використанні «громадян Сполучених Штатів і Великої Британії» (тобто хутряних компаній). Ця співпраця завершилася з підписанням Орегонського договору.
Деякі з ранніх форпостів перетворилися на поселення, громади та міста. Серед міст в Британській Колумбії, яка почалися як форти для хутряної торгівлі, Форт-Сент-Джон (1794); Хадсонс-Гоуп (1805); Форт Нельсон (1805); Форт Сент-Джеймс (1806), Прінс-Джордж (1807); Форт Камлупс (1812); Форт Ленглі (1827); Форт Вікторія (1843); Єль (1848); і Нанаймо (1853). З об'єднанням двох хутряних торгових компаній в 1821 році, регіон, що нині становить Британську Колумбію був розділений на три департаменти з торгівлі хутром.
До 1849 року ці райони були повністю неорганізованими областями Британської Північної Америки під юрисдикцією де-факто адміністраторів Компанії Гудзонової затоки. На відміну від Землі Руперта на півночі і сході, території не були повністю віддані під владу компанії. Швидше компанії була просто надана монополія на торгівлю з корінними жителями. Ситуація почала змінюватися з розширенням американської розвідки і супутніми претензіями територіального суверенітету, особливо в південному басейні Колумбії (нині штати Вашингтон і Орегон). В 1846 році, в результаті Орегонського договору, територія була розділена вздовж 49-ї паралелі й уздовж протоки Джорджія, район на південь від цієї межі (за винятком острова Ванкувер і затоки) передавався американській стороні. Колонія острова Ванкувер був створена в 1849 році, з Вікторією як столицею. Вся материкова частина як і раніше була неорганізованою територією Британської Північної Америки, «керованою» окремими керівниками торгових постів Компанії Гудзонової затоки.
З початком Фрейзерської золотої лихоманки в 1858 році, приплив американців до Нової Каледонії сполошив міністерство у справах колоній, як наслідок офіційно материкова частина сучасної території була реорганізована в колонію Британська Колумбія, з містом Нью-Вестмінстер як її столицею. Пройшла серія золотих лихоманок у різних частинах провінції, найбільшою з яких була золота лихоманка на плато Карібу в 1862 році, що змусила колоніальну адміністрацію залізти в глибокі борги, оскільки вона з усіх сил намагалася створити обширну інфраструктуру для віддалених громад. Колонія острова Ванкувер стикалася з фінансовими кризами поодинці й було прийнято рішення об'єднати колонії в 1866 році.

### Швидке зростання і розвиток

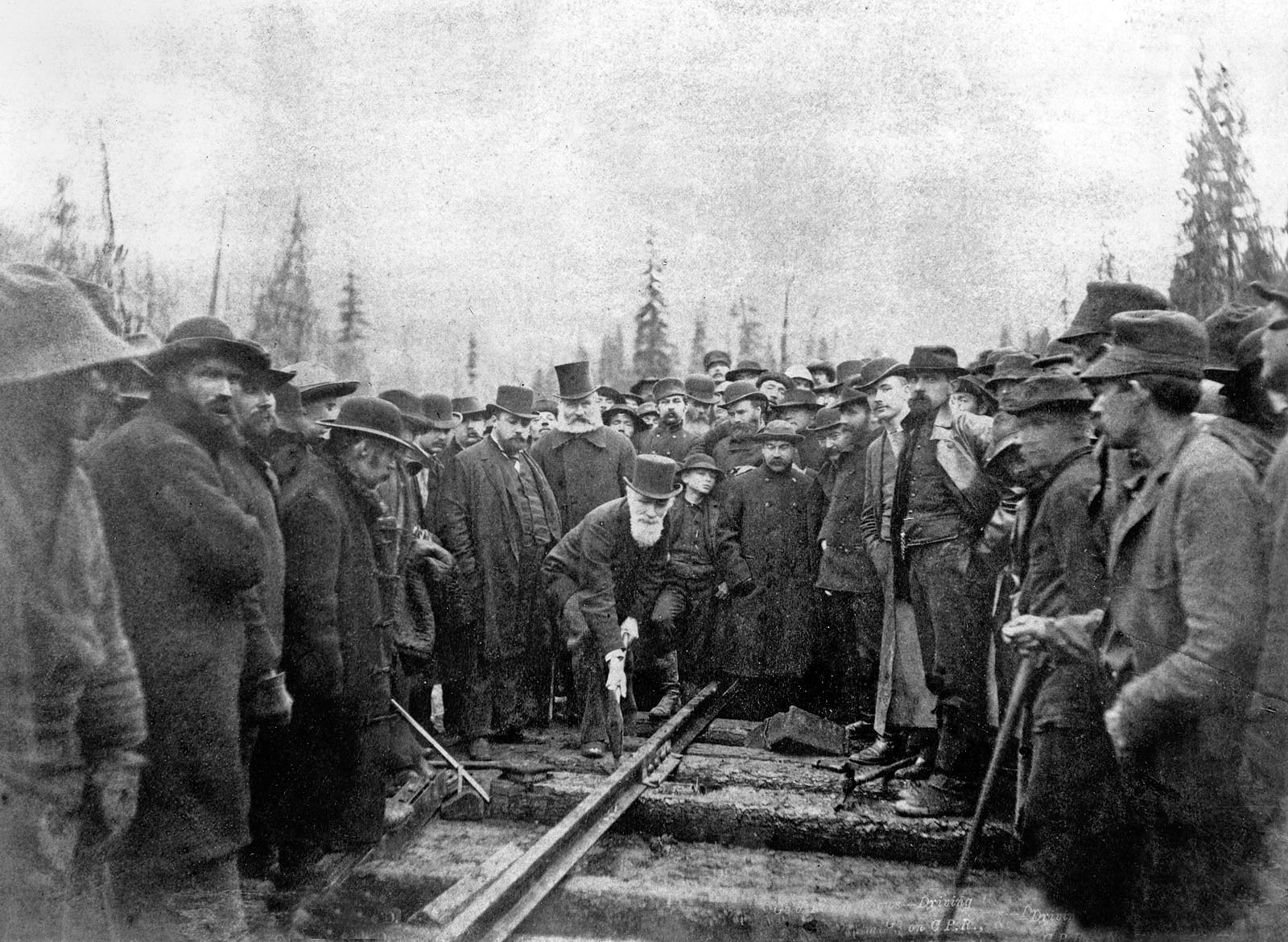
Дональд Сміт керує будівництвом останнього стику Канадської тихоокеанської залізниці 7 листопада 1885 року. Завершення будівництва залізниці було умовою вступу в Канадську конфедерацію.

Ліга Конфедерації в тому числі такі постаті, як Амор Де Космос, Джон Робсон і Роберт Бівен наполягали на приєднанні об'єднаної колонії до Канади, яка була створена з трьох британських північноамериканських колоній в 1867 році (провінція Канада, Нова Шотландія і Нью-Брансвік). Декілька факторів сприяли успіху цієї акції, в тому числі страх приєднання до США, зростаючий борг, швидке зростання населення, необхідність розвитку інфраструктури у зв'язку із швидким зростанням населення, а також економічною депресією, викликаною завершенням золотої лихоманки.
Зі згодою канадського уряду продовжити Канадську Тихоокеанську залізницю до Британської Колумбії і взяти на себе борг колонії, Британська Колумбія стала шостою провінцією, яка приєдналася до конфедерації 20 липня 1871 року. Межі провінції не були повністю врегульовані до 1903 року, коли територія провінції скоротилася після суперечки про кордон Аляски.
Чисельність населення Британської Колумбії продовжувала швидко зростати, оскільки гірничодобувній промисловості, лісовому господарству, сільському господарству та рибальству потрібні були робочі руки. Завершення будівництва залізничної лінії в 1885 році дало величезний імпульс для економіки краю, це полегшило транспортування значних ресурсів регіону на схід. Завершення будівництва порту Ванкувер стимулювало швидке зростання, і менш ніж за п'ятдесят років місто перевершило за чисельністю населення Вінніпег і стало найбільшим у західній Канаді. У перші десятиліття історії провінції питання землекористування мали першочергове значення. Землі перших націй були конфісковані, контроль над деякими ресурсами також перейшов до рук білих канадців.
Залучення робочої сили для розвитку провінції було проблематичним із самого початку, і Британська Колумбія була місцем імміграції з Європи, Китаю та Японії. Приплив небілого населення викликав обурення домінуючої етнічної групи, в результаті агітації (здебільшого успішної), були прийняті закони, що обмежили можливості азіатів на імміграцію до Британської Колумбії через введення подушного податку. Це обурення вилилося в напади натовпу на китайських і японських іммігрантів у Ванкувері в 1887 році та 1907 році. До 1923 року майже вся китайська імміграція була припинена, виключення робилося тільки для торговців та інвесторів.
Тим часом, провінція продовжувала зростати. В 1914 році було завершено будівництво другої трансконтинентальної залізничної лінії. Це відкрило північне узбережжя і регіон Булклі для нових економічних можливостей. Місце, де раніше була майже виключно торгівля хутром і натуральне господарство, незабаром стало центром лісового господарства, сільського господарства і гірничодобувної промисловості.
В 1908—1914 роках кілька тисяч віруючих — духоборів під керівництвом Петра Веригіна переселилися до південно-східної частини провінції з Саскачевану.

### З 1920-х по 1940-ві роки
Коли чоловіки повернулися з Першої світової війни, вони виявили що, недавно отримані виборчі права жінками провінції допомогли проголосувати за заборону спиртного в спробі покласти край соціальним проблемам, пов'язаним зі зловживанням алкоголем. Через тиск з боку ветеранів, заборона була швидко послаблена, щоб «солдат і робітник» міг насолодитися улюбленим напоєм. Однак масове безробіття серед ветеранів, викликане тим, що багато з наявних робочих місць були зайняті європейськими іммігрантами, викликало об'єднання незадоволених ветеранів в ряд «солдатських партій», що представляли їхні інтереси, а саме такі партії, як: імені солдата-фермера, солдата-робітника, а також фермерсько-робоча. Ці партії послужили основою перелому політичного спектру. В результаті з'явилося безліч лівих і правих партій, у тому числі тих, які в кінцевому підсумку сформували Кооперативну співдружність і ранні партії соціального кредитування.
Введення сухого закону в Сполучених Штатах створило нові можливості, і багато хто знайшов роботу або, принаймні, отримували прибуток від транскордонної контрабанди алкоголю. Процвітання Ванкувера 1920-х років стало результатом цієї «піратської економіки», хоча зростання відзначалося також у лісовому господарстві, рибальстві і видобутку копалин. Закінчення дії сухого закону в США у поєднанні з початком Великої депресії занурило провінцію у вир економічних поневірянь. Посилюючи і без того важке економічне становище місцевих жителів, десятки тисяч людей з холодних частин Канади роїлися у Ванкувері, створюючи величезні квартали бездомних навколо Фолс-Крік і Беррарда. Відчайдушні часи призвели до політичних акцій: окупації поштамту в Гранвіль та Гастінгсі, яка була жорстоко пригнічена поліцією, і введення воєнного стану в доках протягом майже трьох років. Ванкуверські робітники також захопили потяг, проте повсталих зустріли гарматами. Учасники акції були заарештовані й відправлені в робочі табори на весь час депресії.
Деякі ознаки відродження економіки намітилися наприкінці 1930-х років, але початок Другої світової війни, переродження національної економіки покінчили з економічними труднощами часів Великої депресії. Через військові дії та мобілізацію, багато жінок вийшли на роботу.
Британська Колумбія вже давно використовувала розташування на березі Тихого океану, щоб мати близькі стосунки із Східною Азією. Тим не менш, це часто викликало тертя між культурами, які призвели до прояву ворожості по відношенню до азійських іммігрантів. Це найбільш яскраво проявилося під час Другої світової війни, коли канадці японського походження були переселені або інтерновані у внутрішні райони провінції. У період Другої світової війни в 1942 році було інтерновано більше 22 тисяч японців. З іншого боку, в наявності також високий відсоток змішаних шлюбів та інших прикладів міжрасової гармонії, співробітництва та інтеграції.

### Коаліція і післявоєнний бум

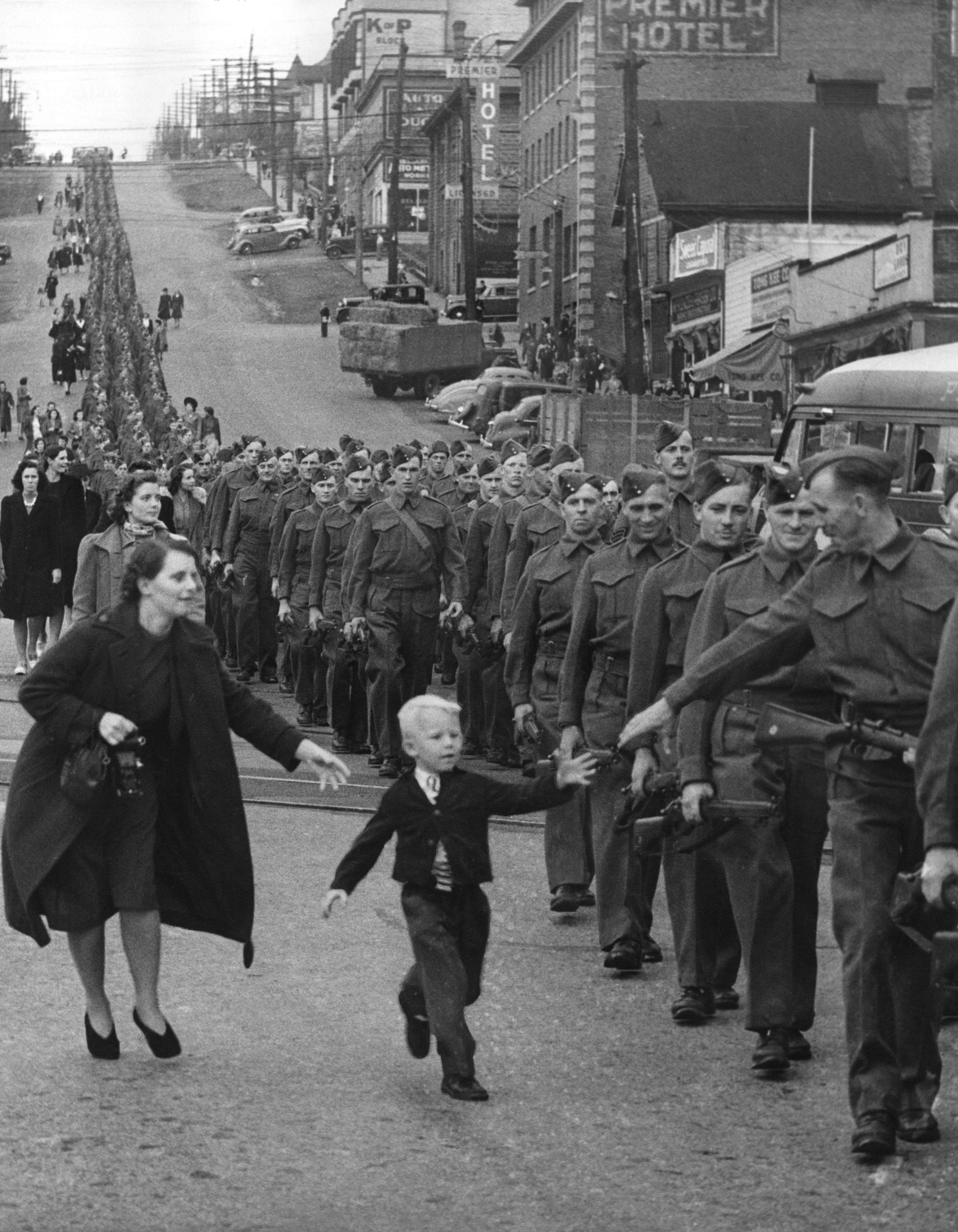
Канадські солдати марширують по Нью-Вестмінстеру 1940 рік

Під час Другої світової війни основні партії: ліберальна і консервативна партії Британської Колумбії об'єдналися в формальний коаліційний уряд на чолі з новим лідером Ліберальної партії Джоном Хартом, який замінив Даффа Паттулло, коли останній був не в змозі виграти вибори в 1941 році. Хоча ліберали отримали найбільшу кількість місць, вони фактично отримали менше голосів, ніж соціалістична Кооперативна співдружність федерації. Паттулло не бажав створювати коаліцію з суперниками-консерваторами на чолі з Ройалом Летінгтон Мейтландом і був замінений Хартом, який сформував коаліційний кабінет з п'яти ліберальних і трьох консервативних міністрів. Кооперативній співдружності було запропоновано приєднатися до коаліції, але партія відмовилася.
В 1947 році правління Коаліції було передано Байрон Інгемару Джонсону. Консерватори хотіли, щоб їх новий лідер Герберт Анскомб був прем'єром, але ліберали в коаліції відмовилися. Джонсон привів коаліцію до високого відсотку голосів виборців в Британській Колумбії (61 %) в 1949 році. Ця перемога була обумовлена популярністю його програми витрат, попри зростання критики щодо корупції та зловживання владою. За час своєї роботи Джонсон сприяв тому, що основні інфраструктурні об'єкти продовжували розширюватися, і за угодою з Rio Tinto Alcan був побудований Кемано-Кітіматський гідро-і алюмінієвий комплекс. Джонсон завоював популярність, оскільки своєчасно надав допомогу під час повені 1948 році і затоплення Долини Фрейзера, що сильно постраждала в цей час.
Партія соціального кредиту Британської Колумбії, очолювана колишнім консерватором Беннеттом, сформувала уряд меншості за підтримки лібералів і консерваторів (з 6 і 4 місцями відповідно). Беннетт розпочав серію податкових реформ, проповідуючи новий різновид популізму, створюючи ґрунт для других виборів в 1953 році, в яких політика Беннетта забезпечила більшість місць в парламенті з 38 % голосів.

### Зростання впливу держави в економіці
З обранням Партії соціального кредиту Британська Колумбія приступила до фази швидкого економічного розвитку. Беннетт і його партія правили провінцією протягом наступних двадцяти років, під час яких уряд приступив до реалізації амбітної програми розвитку інфраструктури, сталому економічному буму в лісовому господарстві, гірничодобувній промисловості та енергетичному секторі.
Протягом цих двох десятиліть, уряд націоналізував енергетичні компанії Британської Колумбії. До кінця 1960-х років кілька великих гребель було розпочато або завершено. Економіка провінції пережила безпрецедентне зростання в лісовому секторі, а також нафто- і газовому секторі на північному сході провінції. 1950-ті та 1960-ті роки були також відзначені розвитком транспортної інфраструктури краю. У 1960 році уряд створив BC Ferries — державну корпорацію, з метою забезпечення розширення системи автошляхів. Ця система була вдосконалена і розширена за рахунок будівництва нових доріг і мостів, а також реконструкції вже існуючих трас і провінційних доріг.
Ванкувер і Вікторія стали культурними центрами і залучали поетів, письменників, художників, музикантів, а також танцюристів, акторів і кухарів, яких зацікавили красиві пейзажі і теплий клімат. Крім того, ці міста привертали вчених і творчих мислителів. Туризм також став відігравати важливу роль в економіці. Зростання економіки Японії та інших країн Тихоокеанського регіону, в свою чергу, дало великий поштовх економіці Британської Колумбії.
Політично і соціально, 1960-ті роки були періодом значного соціального бродіння. Наступником Партії соціального кредиту стала соціал-демократична Нова демократична партія. У міру зростання економіки провінції, умови праці ставали все більш напруженими. До кінця десятиліття, зі зростанням соціальної напруженості і невдоволення статус-кво, досягнення уряду Беннетта не змогли запобігти його зростаючу непопулярність.

### 1970-ті та 1980-ті роки
27 серпня 1969 року Партія соціального кредиту була переобрана на загальних виборах, і це був останній термін Беннетта при владі. На початку 1970-х років, економіка ще досить сильна через зростання цін на вугілля та збільшення видобутку деревини. Однак, BC Hydro повідомила про перші збитки, які стали початком кінця для Беннетта та його партії.
Партія соціального кредиту програла вибори в серпні 1972 року, що відкрило шлях для провінційної Нової демократичної партії (НДП) на чолі з Дейвом Барреттом. Короткі три роки («Тисяча днів») — період правління НДП — принесли з собою кілька довготривалих змін у провінції, в першу чергу, створення заповідників сільськогосподарських земель, призначених для захисту сільськогосподарських угідь від перепланування. Страхова корпорація провінції Британська Колумбія стала державною корпорацією з монополією на надання базового страхування автомобілів.
Думка, що уряд вів реформи або занадто швидко, або занадто далекосяжні, в поєднанні зі зростанням порушень, призвела до програшу НДП на виборах в 1975 році. Партія соціального кредиту під керівництвом сина Беннетта, Білла Беннетта, була повернута до влади. Проте потім, економіка провінції увійшла в стадію рецесії, популярність Беннетта впала. Через це були призначені дострокові вибори, але несподівано Беннетт їх виграв з переважною більшістю.
В 1983 році вибухнула робоча криза, під час якої відбулися виступи профспілок. В 1988 році Девід Січе Лам був призначений королевою Великої Британії двадцять п'ятим лейтенант-губернатором провінції, він став першим лейтенант-губернатором китайського походження.

### З 1990-х років по теперішній час
Джонстон програв у 1991 році вибори в НПР. Економіка продовжувала зростання на тлі слабкого сектора ресурсів. Будівництво нового житла та розширення сфери послуг спостерігалося все десятиліття, попри політичні потрясіння. Провінція успішно виграла конкурс на право проведення зимових Олімпійських ігор 2010 року в Ванкувері та Вістлері.
Британська Колумбія також мала значний вплив на демографічні зміни в Канаді і по всьому світу. Ванкувер (і меншою мірою деякі інші частини Британської Колумбії) був основним пунктом призначення для багатьох іммігрантів з Гонконгу, які покинули колишню колонію Великої Британії (тимчасово або постійно) в роки, безпосередньо до її передачі Китайській Народній Республіці. Британська Колумбія також була місцем для внутрішньої імміграції канадців. Це відбувалося епізодично протягом останніх десятиліть, провінція приваблювала іммігрантів природною красою, м'яким кліматом і спокійним способом життя, але особливо великі притоки іммігрантів були в періоди економічного зростання. Як результат, Британська Колумбія від приблизно 10 % населення Канади в 1971 році дійшла до приблизно 13 % в 2006 році. Тенденція урбанізації означала, що в районі Великого Ванкувера в даний час проживає 51 % населення провінції, на другому місці Вікторія з 8 %. Ці два муніципальних райони традиційно домінують по населенню.

## Уряд і політика

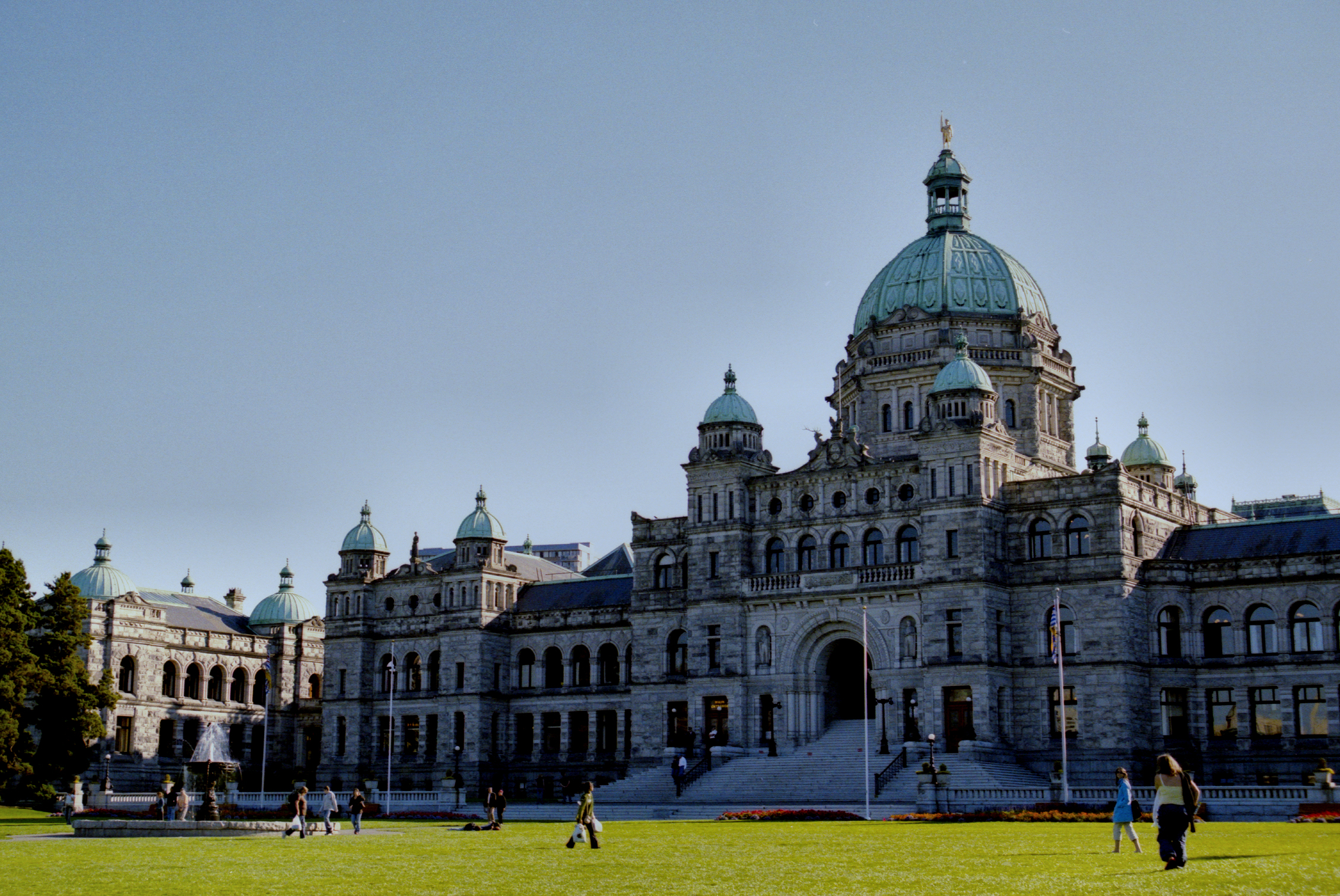
Законодавчі збори Британської Колумбії

Державний устрій Британської Колумбії такий самий, як і в інших провінціях Канади. Представником Корони у Британській Колумбії є лейтенант-губернатор. Разом із Законодавчими зборами він складає Легіслатуру Британської Колумбії, що засідає в місті Вікторія. Головою уряду є прем'єр. 
Британська Колумбія має власні символи, зокрема прапор та герб.

## Економіка

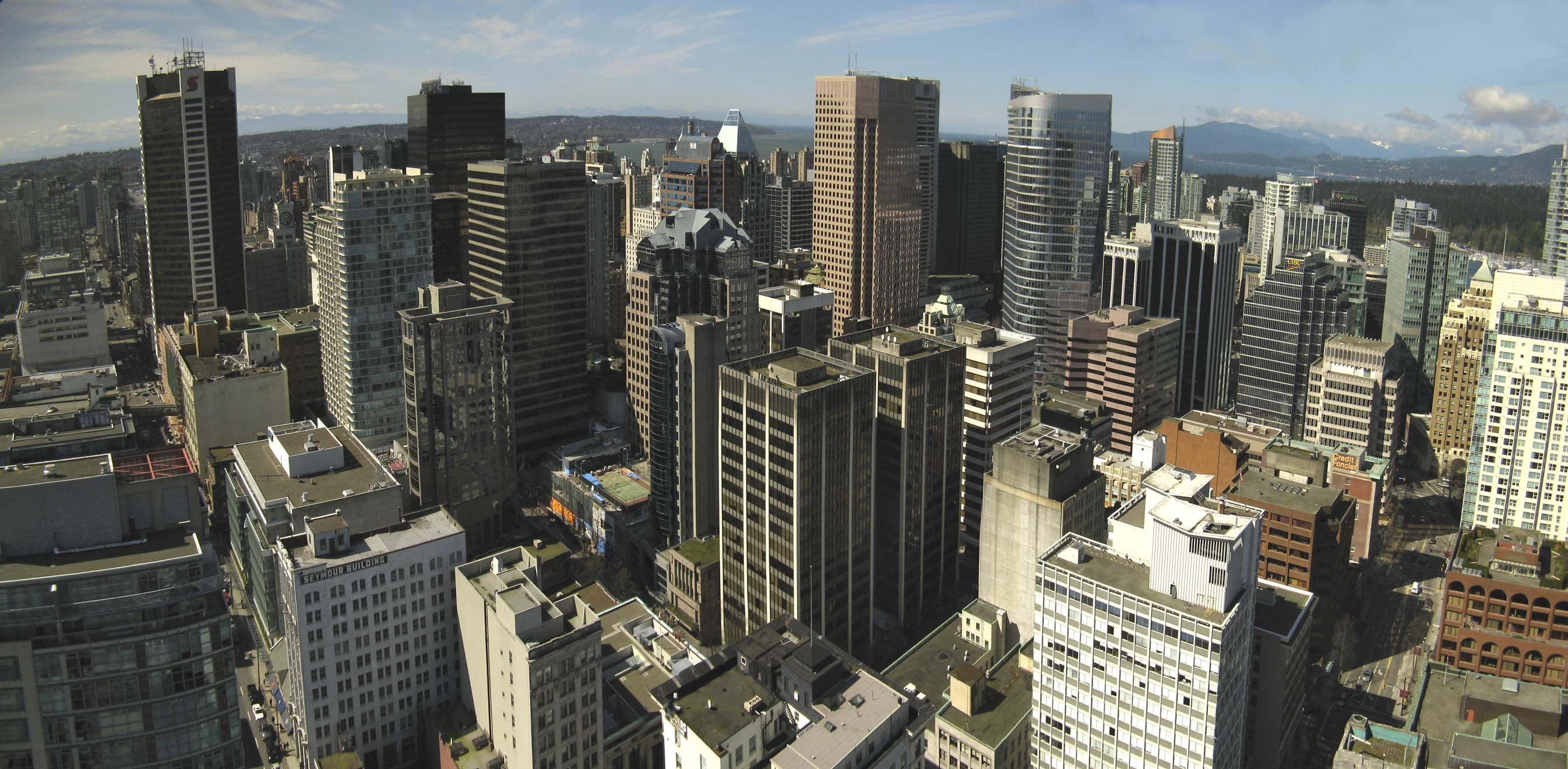
Діловий центр Ванкувера

В економіці Британської Колумбії домінує сектор видобутку ресурсів, головним чином лісове господарство. Але все більшого значення набуває гірничорудний сектор. Зайнятість в секторі природних ресурсів постійно скорочується, і нові робочі місця в основному з'являються в будівництві, роздрібній торгівлі та сфері послуг. Ванкувер з його розвиненою кіноіндустрією називають «північним Голлівудом», Ванкувер є третім за кількістю художніх фільмом містом в Північній Америці після Лос-Анджелеса та Нью-Йорка.
Економічна історія Британської Колумбії з періодами драматичних підйомів і спадів, на які впливали політика, культура і бізнес-клімат в провінції. Економічна діяльність, пов'язана з видобутком ресурсів, зокрема, широко коливалися зі зміною цін на сировинні товари з плином часу. ВРП в Британській Колумбії є четвертим за розмірами в Канаді та становив 197 930 000 000 канадських доларів в 2008 році, ВРП на душу населення склав C $ 45150. Загальний борг провінції зріс до C$ 47800000000 в 2010-11 фінансовому році, або 24,3 % від ВРП.